# Devizes
Devizes este un oraș în comitatul Wiltshire, regiunea South West, Anglia. Orașul se află în districtul Kennet a cărui reședință este.